# パンケナイ川 (枝幸町)
パンケナイ川（パンケナイがわ）は、北海道の枝幸町を流れる川で、北見幌別川の支流である。1898年に砂金が見つかり、砂金が採取された。

## 地理
北見山地のポロヌプリ山北東を源とし、いくつかの支流を集めながら山中を南に流れ、歌登パンケナイで平地に出て、北見幌別川にそそぐ。合流点付近にサケ・マスのふ化施設兼資料館「サケの里」があり、川には秋にサケが遡上する。

## 歴史
明治時代のはじめにはアイヌの家が2、3軒あり、「熊の出没する密林で」「熊笹がいたるところに密生し」ていた。1898年（明治31年）6月に、金を求める堀川泰宗の探検隊がパンケナイに有望な砂金産地を見つけた。この夏のうちに付近の漁民が数百人、パンケナイの川筋に入り込んで砂金を採り、さらに他の川にも金を見つけて、枝幸郡の一帯がゴールドラッシュに沸いた。
パンケナイでは堀川が砂金採取の権利を出願し、1898年11月に認可を受けた。堀川はパンケナイに事務所をおき、事務員と請願巡査を配置して、採鉱者から入区料を取り立てた。採鉱者は入区料を払って鑑札をもらい、得た砂金を自分のものにした。鑑札を持たずに入り込む密採者は、事務所から給料をもらう請願巡査が取り締まった。多くの砂金は小さな粒の形で産出したが、初期には塊も採れた。記録された最大の金塊は197.0匁（738.75g）のものである。
堀川は1900年（明治33年）2月に一部の鉱区をアメリカのセール商会に9000円で売った。おそらく同様に取得した広谷順吉、帝国砂金もパンケナイに事務所を置き、セール商会は直接採取で、他は入区料をとって採金させた。この頃にはパンケナイに商店、飲食店など30戸の集落ができた。
パンケナイ川沿いに上流に向かい、支流のポンパンケナイ川のほうに入って熊野山のそばで峠を越えたところに、ペーチャン砂金地があった。ペーチャン砂金地は兵地安川沿いにあり、パンケナイ川や北見幌別川とは水系が異なるが、海からの運送はポンパンケナイ川沿いから峠を越えるほうが有利で、人の行き来が多く、パンケナイ川とポンパンケナイ川の合流点に小さな商店ができて繁盛した。
砂金の採掘は最初期がもっとも良く、数年で採りつくされて産出量と効率が減少した。1900年（明治33年）6月に320人と把握された採取人は、翌年9月に213人に減った。以後漸減したが、周辺鉱区が閉鎖される中、パンケナイでは大正時代にも細々と採掘が続いていた。
現在では砂金採りはなくなり、北見幌別川と合流する平地に出るまで、川沿いに建物はない。

## 支流
- ポンパンケナイ川